# Dodonaea scurra
Dodonaea scurra là một loài thực vật có hoa trong họ Bồ hòn. Loài này được K.A.Sheph. & R.A.Meissn. mô tả khoa học đầu tiên năm 2007.